# FS E.623
Die Triebwagen der Baureihen E.623 der italienischen Ferrovie dello Stato (FS) waren Elektrotriebwagen, die Anfang der 1950er Jahre aus den für die Ferrovie Varesine gebauten Triebwagen der Baureihen E.10 und E.60 umgebaut wurden. Die ursprünglich für den Betrieb mit 650 V Gleichstrom aus der Stromschiene gebauten Fahrzeuge erhielten Stromabnehmer und eine angepasste elektrische Ausrüstung, damit sie auf den mit 3 kV-Fahrleitung elektrifizierten Strecken verkehren konnten. Zwei Triebwagen sind im historischen Fahrzeugpark der FS-Stiftung erhalten.

## Geschichte
Anfang der 1950er Jahre war die Phase der notfallmäßigen Reparatur von Kriegsschäden auf den Hauptstrecken und deren Ausrüstung mit Rollmaterial abgeschlossen, sodass die Vereinheitlichung des verwendeten Bahnstromsystems für den elektrischen Betrieb angegangen werden konnte. Die mit Gleichstrom aus der dritten Schiene oder Drehstrom aus der doppelpoligen Fahrleitung betriebenen Strecken sollten auf den Betrieb mit 3000 V Gleichspannung umgestellt werden.
Der Beschluss für die Umstellung der Ferrovia Varesina fiel bereits 1948. Auf der von Triebwagen bedienten Strecke Mailand–Gallarate–Varese–Porto Ceresio erfolgte sie schrittweise. Für den Betrieb standen 23 Motorwagen EAbz und 62 Steuerwagen eBz zur Verfügung, die erst in den Jahren 1932 bis 1933 gebaut worden waren, sodass sie nach der Einstellung des Stromschienenbetriebes für den Betrieb unter der 3 kV-Fahrleitung umgebaut wurden. Die dazu verwendete elektrische Ausrüstung war weitgehend gleich zu derjenigen der ALe 883. Beim Umbau wurden zehn Steuerwagen mit elektrischer Ausrüstung versehen, sodass neu 33 Motorwagen und 45 Steuerwagen zur Verfügung standen. Die Triebwagen, die nur Plätze der 1. Wagenklasse hatten, wurden der Unterbaureihe E.623.100 zugewiesen, diejenigen mit beiden Wagenklassen erhielten die Baureihenbezeichnung E.623.600, die Steuerwagen wurden der Baureihe pBz 623.300 zugeordnet.
Die wachsende Agglomeration Mailand verlangte nach der Elektrifizierung von dampfbetriebenen Strecken, die von Pendlern genutzt wurden, sowie die Umstellung vieler zuvor mit Drehstrom betriebenen Strecken auf 3 kV-Gleichstrombetrieb. Dadurch vergrößerte sich das Einsatzgebiet der Varesine genannten Triebwagen. Sie verkehrten außerhalb ihrer Stammstrecke auch von Mailand nach Domodossola, Bergamo und Novara, sowie auf der Strecke von Novara nach Alessandria. Weiter wurden von Novara aus auch Luino und Arona, sowie auf der Strecke Seregno–Carnate mit Varesine bedient.
Die E.623 waren immer der Depot Milano S. Rocco zugeordnet, wobei mittlere und große Reparaturen in der Hauptwerkstatt in Gallarate durchgeführt wurden. In den Jahren 1975 und 1976 begannen die Leistungen der E.623 zu verschwinden weil modernere Fahrzeuge dem Betrieb übergeben wurden. Der letzte eingesetzte Triebwagen war der E.623.618, der 1992 noch zum Rangieren von Triebwagen in der Werkstatt genutzt wurde.
1998 beschlossen die FS die bei einer privaten Firma abgestellten Triebwagen E.623.612 und E.623.629 aufzuarbeiten. Sie gingen 2002 in der Farbgebung aus den Jahren 1955 bis 1960 wieder in den Betrieb und wurden 2012 in den historischen Rollmaterialpark der Fondazione FS aufgenommen.